# Rajab Moqbil
Rajab Moqbil (em árabe: رجب وعلان مقبل; nascido em 1959) é um ex-ciclista olímpico saudita. Moqbil representou sua nação nos Jogos Olímpicos de Verão de 1984, em Los Angeles.